# Jelisaweta Merkurjewna Boehm

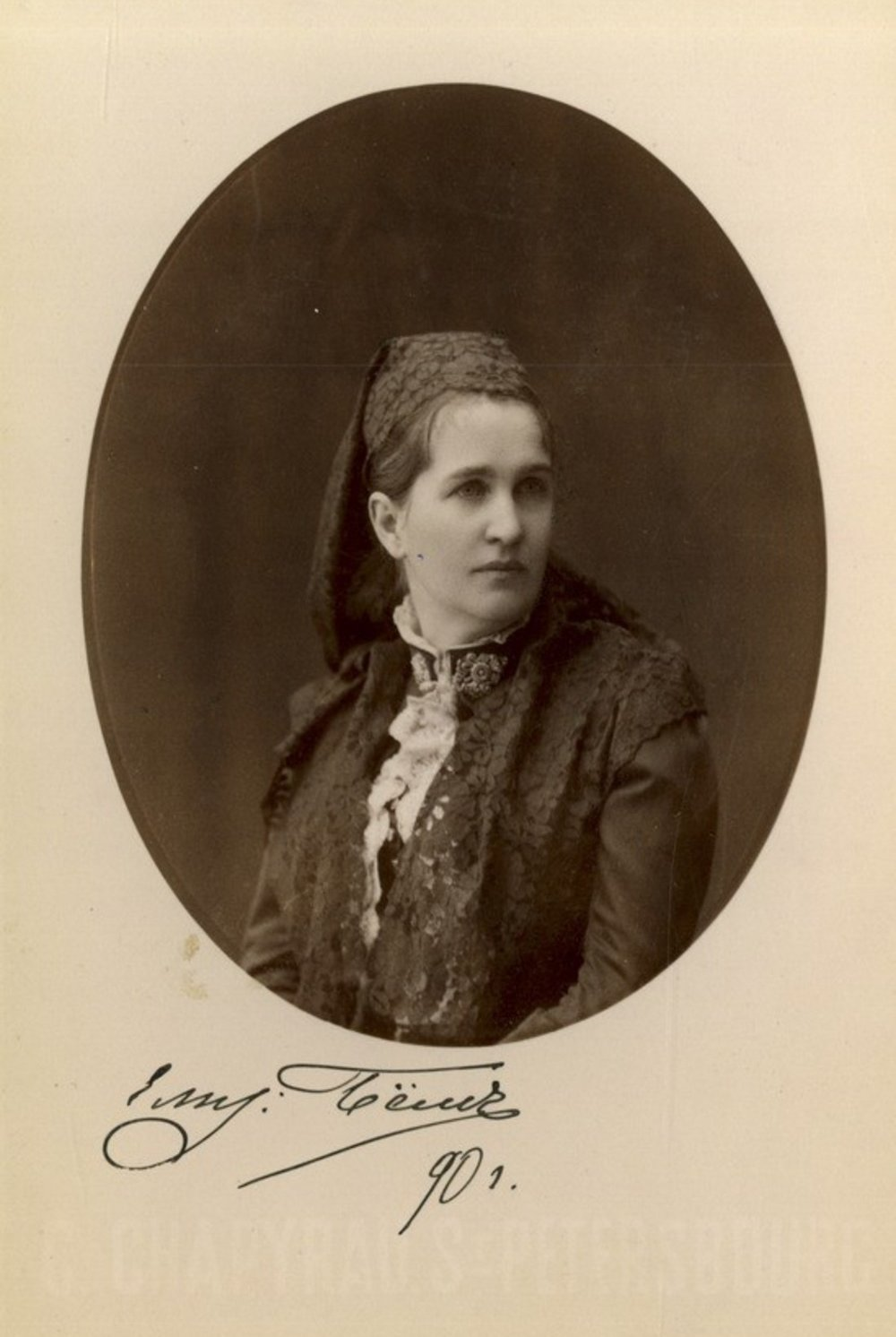
Jelisaweta Boehm (1890)

Jelisaweta Merkurjewna Boehm, geboren Endaurowa, (russisch Елизавета Меркурьевна Бём, урожд. Эндаурова; * 12. Februarjul. / 24. Februar 1843greg. in St. Petersburg; † 25. Julijul. / 7. August 1914greg. ebenda) war eine russische Malerin.

## Leben
Boehm stammte aus einer alten Familie mit tatarischen Vorfahren, deren Familienname Indigir (Indischer Hahn) von Zar Iwan III. durch Endaurow ersetzt wurde. Jelisaweta Merkurjewna hatte drei Brüder und zwei Schwestern und wuchs auf einem Landgut der Endaurows bei Poschechonje auf. In St. Petersburg besuchte sie 1857–1864 die Zeichenschule der St. Petersburger Kaiserlichen Gesellschaft zur Förderung der Künste und erhielt für ihre Abschlussarbeiten die Große Silbermedaille der Kaiserlichen Kunstakademie. Ihre Lehrer waren  Iwan Kramskoi, Pawel Tschistjakow und A. Beidman.
Jelisaweta Merkurjewna lebte  nun auf einem Landgut bei Jaroslawl. Sie illustrierte Werke Nikolai Nekrassows und zeichnete Szenen des bäuerlichen Lebens. Sie begeisterte sich für die Lithografie und lithografierte ihre eigenen Zeichnungen. Sie heiratete 1867 den 18 Jahre älteren aus Ungarn stammenden Violinisten Ludwig Franzewitsch Boehm (1825–1904), der später am Sankt Petersburger Konservatorium lehrte, und bekam 1868 ihr erstes Kind Jelisaweta.
Von der Kaiserlichen Kunstakademie erhielt Boehm 1870 die Große Fördermedaille für ihre Aquarelle und Zeichnungen. Der Schwerpunkt ihrer Arbeit wurde die Anfertigung von Silhouetten für Postkarten. Sie schuf 1875 ihr erstes Album mit Silhouetten-Karten und 1877 das Album mit Silhouetten aus dem Kinderleben. Beide Alben wurden von der Kartografie-Anstalt ihres Onkels Alexei Iljin gedruckt. Weitere Alben folgten 1880 und 1882. Sie arbeitete mit dem Verlag Posrednik zusammen, zu dem Lew Tolstoi sie eingeladen hatte, und auch mit dem Verleger Iwan Sytin.
In den 1880er Jahren zeichnete Boehm Postkarten und illustrierte Kinderzeitschriften und edas Märchen Repka (Rübchen) Alexander Afanassjews. Sie schuf Kinderalben und illustrierte Werke von Iwan Krylow und Iwan Turgenew. Zu Beginn der 1890er Jahre illustrierte sie eine Novelle Nikolai Leskows. Ihr Sehvermögen begann sich zu vermindern, sodass sie 1896 die Anfertigung von Silhouetten schließlich aufgab.
Ein neuer Arbeitsschwerpunkt Boehms wurde in den 1890er Jahren die Herstellung von Gegenständen aus Glas. Die nach ihren Entwürfen hergestellten Glasobjekte waren sogleich erfolgreich, indem sie auf der World’s Columbian Exposition 1893 in Chicago und auf der Allrussischen Industrie- und Handwerksausstellung 1896 in Nischni Nowgorod ausgestellt wurden. Auf der Weltausstellung Paris 1900 wurde im russischen Pavillon ein Salzstreuer nach Boehms Entwurf dem französischen Präsidenten Émile Loubet überreicht, worüber in den Zeitungen berichtet wurde.
Nach 1900 entdeckte Boehm ein neues Druckverfahren für die massenhafte Vervielfältigung ihrer Originalpostkarten. In den 1910er Jahren arbeitete sie mit Moritz Wolff zusammen. Ihre Silhouetten wurden in Berlin, Paris, London, Wien und Amerika nachgedruckt. Auf der Ausstellung in Mailand 1906 erhielt sie eine Goldmedaille. Zwei neue Alben Boehms wurden 1907 von Ilja Lapin in Paris veröffentlicht. Zeichnungen und das Alphabet Boehms veröffentlichte Lapin 1913 und 1914 in Luxusausgaben.
Boehm starb am 7. August in St. Petersburg und wurde auf dem St. Petersburger Nowodewitschi-Friedhof neben ihrem Mann begraben.
In den 1920er Jahren wurden von russischen Emigranten in Prag zwei Ausgaben des Boehm-Alphabets für Kinder veröffentlicht. Nach dem Zweiten Weltkrieg gab in New York City der russische Buchverleger Nikolai Martjanow einen Teil der Prager Alphabet-Ausgabe neu heraus. Dank der Arbeit des Mäzens Dmitri Nikiforow und einer Gruppe von Restauratoren und Druckern gab es 2013 in Kiew eine neue Ausgabe des Alphabets Boehms für einen breiten Leserkreis.

## Werke

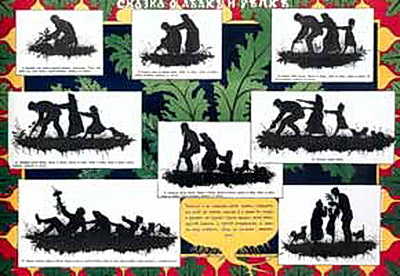
Das Märchen vom Rübchen (1887)
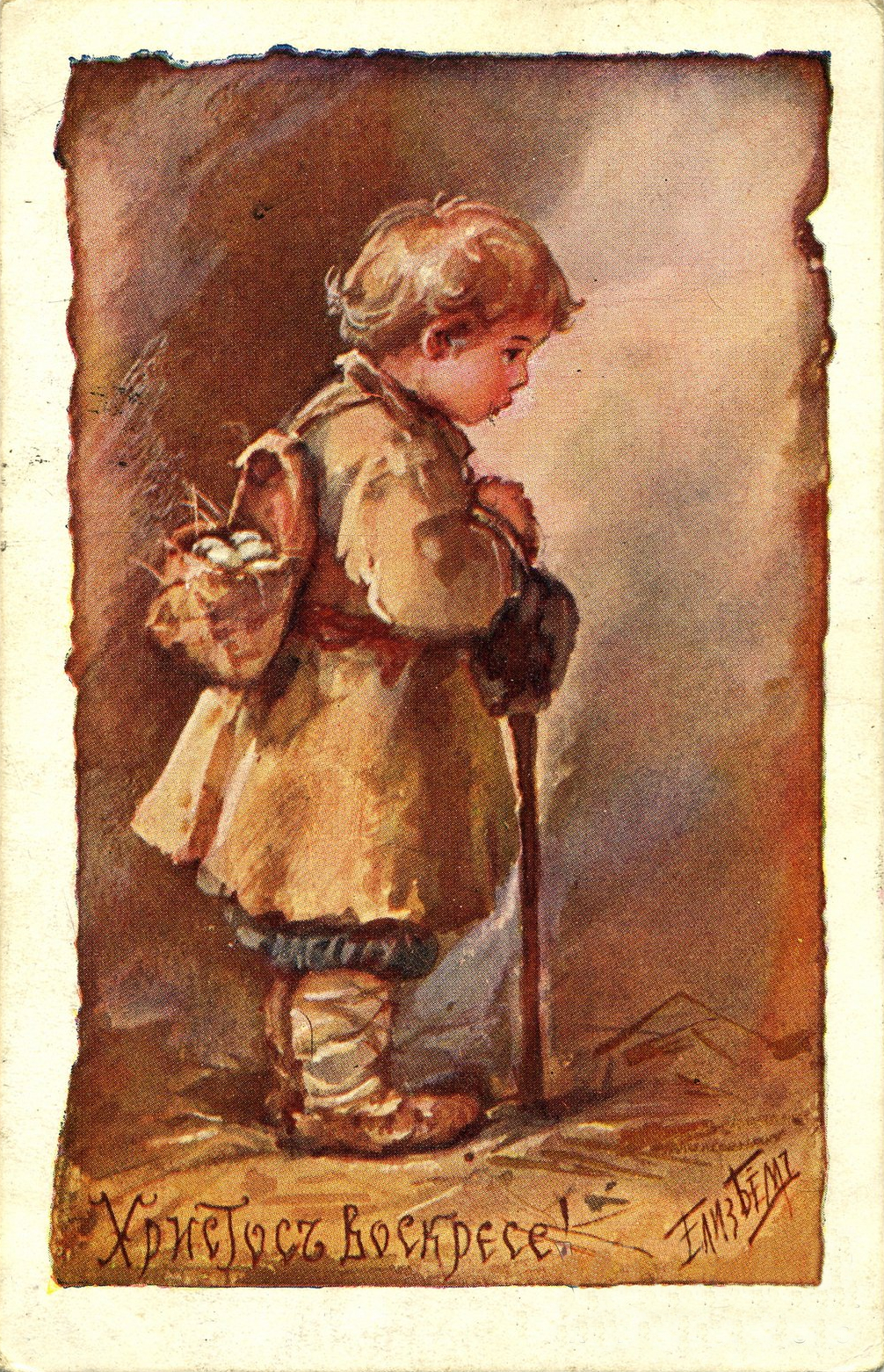
Osterpostkarte
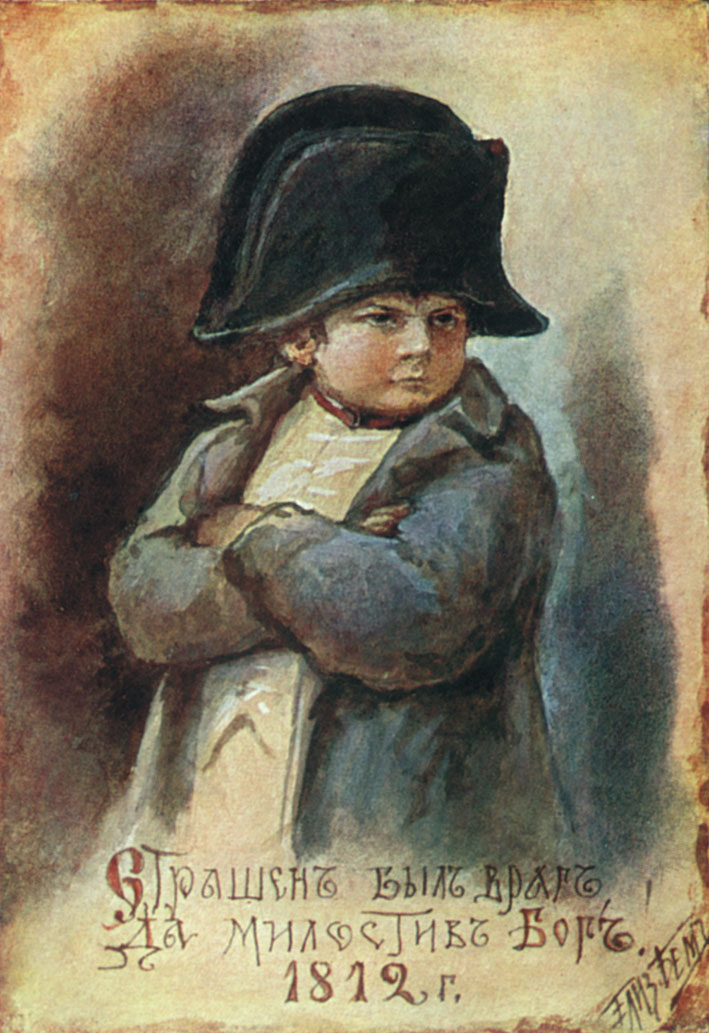
Postkarte Napoleon – der Feind war furchtbar, aber Gott ist gnädig
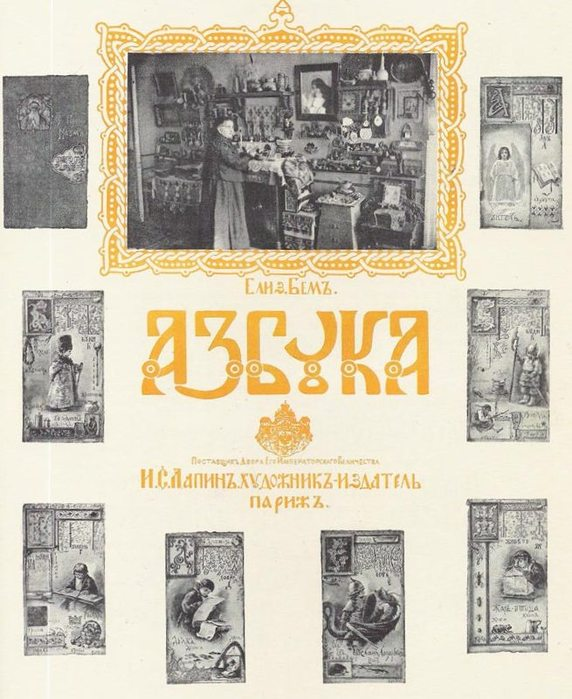
Das Alphabet (Titelblatt, 1913/1914)
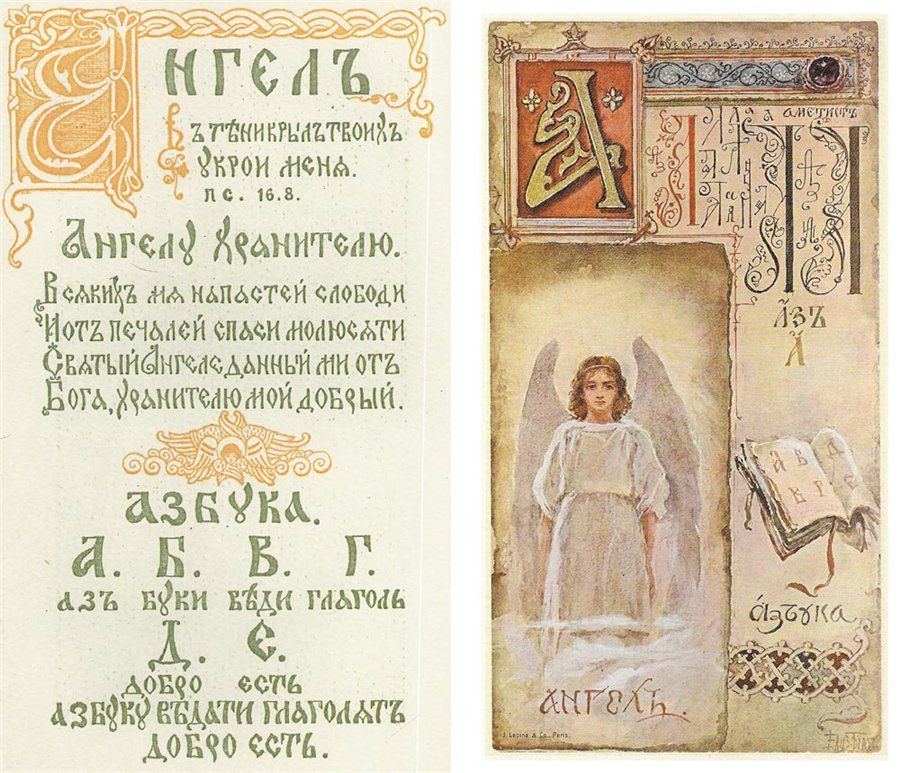
Buchstabe A des Alphabets
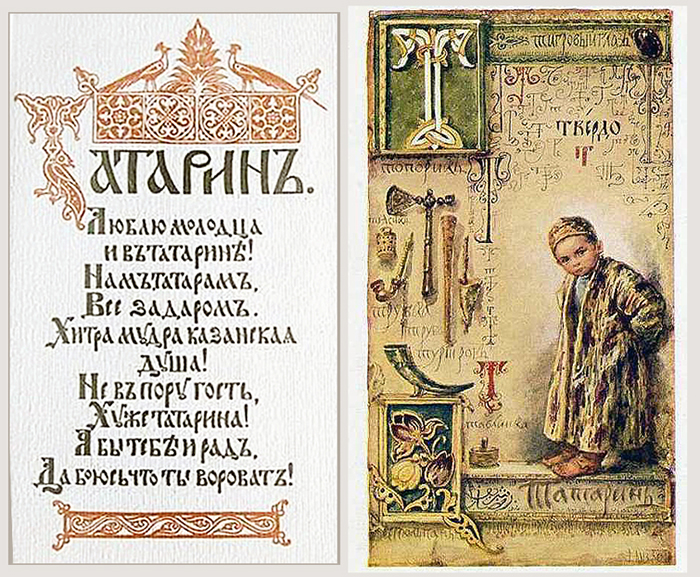
Buchstabe T des Alphabets